# Facetiranje

Stela oktangula kot facetiranje kocke.
Facetiranje je v geometriji postopek v katerem se odstranijo deli mnogokotnika, poliedra ali politopa brez kreiranja novih oglišč. 
Facetiranje je obratna oziroma dualna operacija stelacije. Za vsako stelacijo konveksnega politopa obstoja dualno facetiranje dualnega politopa.
Zgled: Stelirani dodekaeder in veliki ikozaeder sta dve obliki facetiranja ikozaedra. 
| ikozaeder | mali stelirani dodekaeder | veliki ikozaeder |
| --------- | ------------------------- | ---------------- |
|           |                           |                  |